# Scelolophia purpurata
Scelolophia purpurata är en fjärilsart som beskrevs av W. Warren 1906. Scelolophia purpurata ingår i släktet Scelolophia och familjen mätare. Inga underarter finns listade.